# Canalicephalus longus
Canalicephalus longus är en stekelart som beskrevs av Chou och Hsu 1996. Canalicephalus longus ingår i släktet Canalicephalus och familjen bracksteklar. Inga underarter finns listade.